# 赵祥 (元朝)
赵祥（1197年—1257年），字天麟，繁峙（今山西省繁峙县）人，元朝将领。
赵祥有勇力，善射，性情坦直。金朝末年，迁居蔡州平舆县。蒙古军围金哀宗于蔡州，赵祥纠兵数千，发平舆富人粮食，突围运到城中。金哀宗赐他银符，命他回去守平舆。金朝灭亡，赵祥率其众降南宋。宋朝襄阳守将怕降人反覆，想要坑杀。太尉江海认为不可，使赵祥驻守邓州，以裨将呼延实为监军，两人不和。1235年冬，蒙古兵略地至邓州，赵祥突入呼延实大营，开门迎降蒙古，将呼延实放回襄阳。1236年二月，皇子阔出伐南宋，迁移唐州、邓州、均州三州民迁居到洛阳西，以长水为邓州州治，令赵祥权行省事。襄樊二州百姓迁居到洛阳西。赵祥入觐，上奏饥荒，请发大名军储米，运陕州盐赈济。赐金符、锦衣。授邓州长官，以其弟赵彦为次官。赵祥在任十二年，建城邑。1253年，史天泽奉命经略河南，五州百姓回到故土，赵祥为邓州帅。宋朝已再取襄、樊，以重兵守城，二州百姓无所归，都寓居邓州。赵祥外御敌兵，内务耕作，四年积谷七十万石。因病乞休，不允。六十一岁去世。其子赵侃，以平宋功，授昭勇大将军，镇守衡州。